# Carraig Fhada

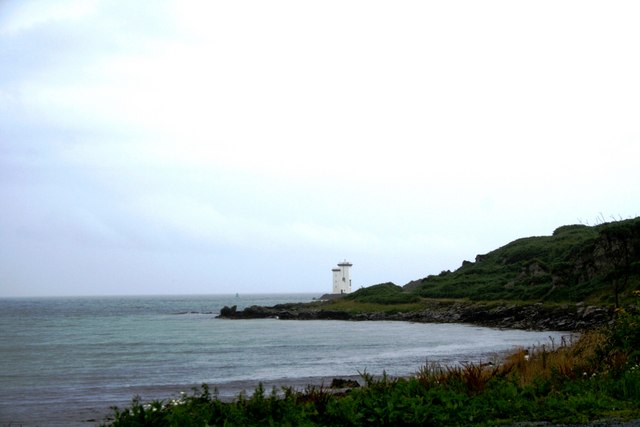
Blick auf Carraig Fhada aus nördlicher Richtung

Carraig Fhada ist ein Kap an der Südküste der schottischen Hebrideninsel Islay. Es liegt gegenüber dem etwa zwei Kilometer entfernten Fährhafen Port Ellen. Carraig Fhada ragt etwa 200 m in östlicher Richtung aus der Landmasse der Insel heraus. Dabei läuft es spitz in einem felsigen Vorsprung aus. Es ist von einer aus nördlicher Richtung an der Küstenlinie entlang führenden Straße zu erreichen, die dort endet. Etwa einen Kilometer südwestlich von Carraig Fhada ist die aufgegebene Ortschaft Lurabus gelegen.
An der Spitze ist der 1832 errichtete, denkmalgeschützte Leuchtturm von Port Ellen gelegen, der dir Einfahrt in den Hafen des Ortes markiert. Ein Teil des Kaps wird von einem landwirtschaftlichen Betrieb namens Carraig Fhada Farm eingenommen. Auf Carraig Fhada wurden zwei Cairns entdeckt, die neun beziehungsweise etwa sieben Meter durchmessen. Einer der beiden ist vollständig, der andere teilweise von Gras bewachsen. Ein ringförmig angelegter Steinkreis am Fuß des Kaps könnten der Überrest einer offenen Grabstelle sein. Weitere Steinhaufen scheinen die Reste eines verfallenen landwirtschaftlichen Hofes zu sein. Sie stammen wahrscheinlich aus neuerer Zeit und besitzen keinen historischen Wert.